# Vice-roi (papillon)
Pour les articles homonymes, voir Vice-roi (homonymie).
Limenitis archippus
Espèce
Statut de conservation UICN

LC : Préoccupation mineure
Le Vice-roi (Limenitis archippus) est une espèce nord-américaine de lépidoptères (papillons) de la famille des Nymphalidae et de la sous-famille des Limenitidinae.
Elle est connue pour être un mime de plusieurs autres espèces de papillons, dont le Monarque.

## Noms vernaculaires
- En français : le Vice-roi.
- En anglais : Viceroy.

## Description

### Papillon
Les ailes du Vice-roi sont orange avec des nervures noires et une marge noire marquée d'une ligne de points blancs. La face dorsale est plus foncée. Il possède une ligne noire postmédiane traversant les veines de l'aile postérieure, ce qui permet de le distinguer du Monarque. Il fait de 53 à 81 mm d'envergure, ce qui est une autre différence avec le Monarque, qui lui mesure de 93 à 125 mm.

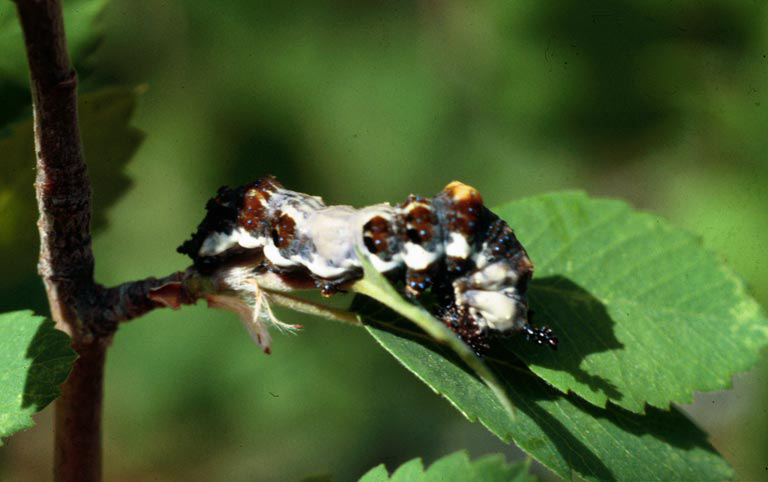
Chenille.
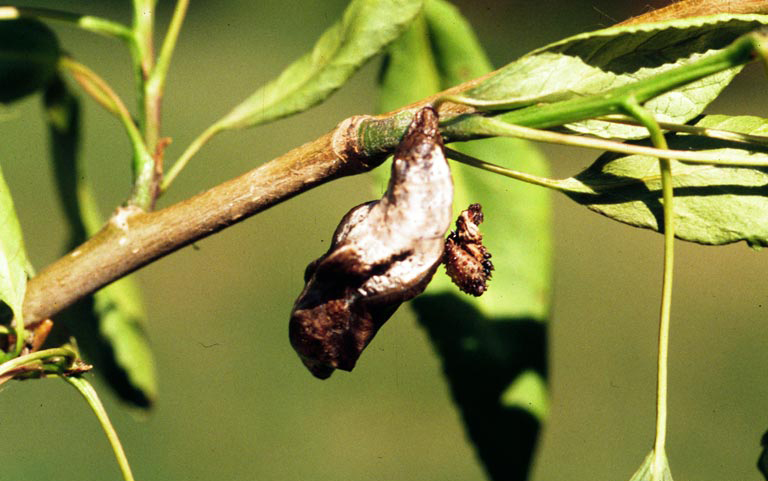
Chrysalide.
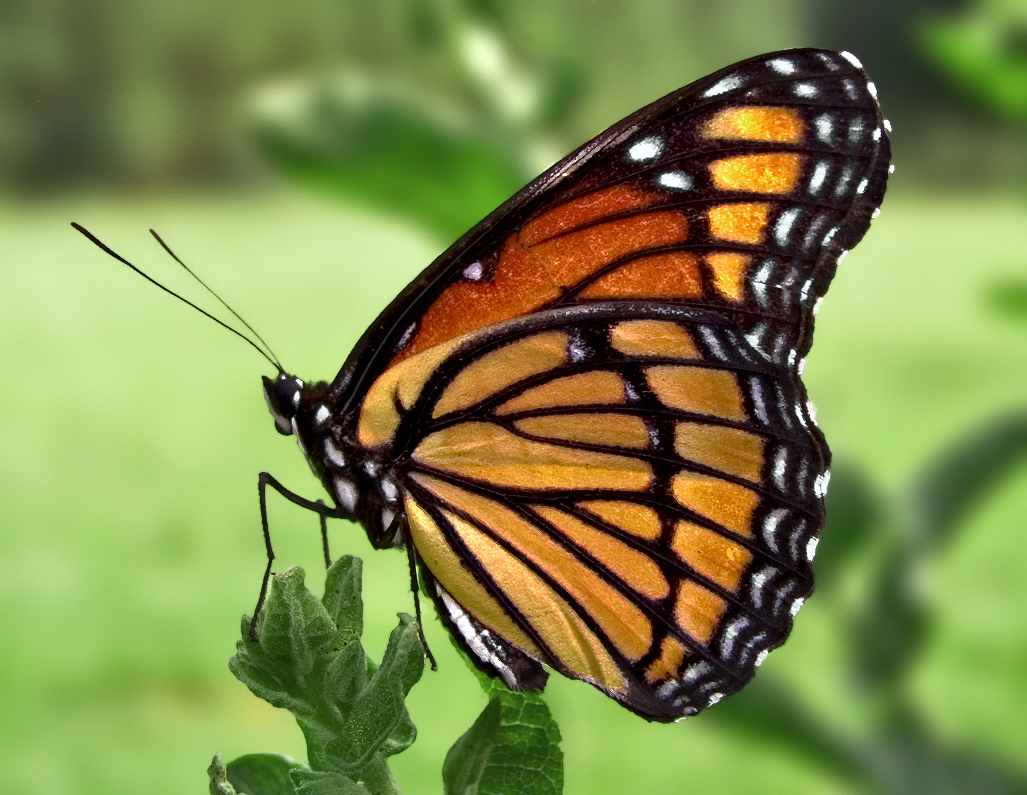
Revers de l'imago.

### Chenille
La chenille est de couleur vert olive avec une marque blanche en forme de selle et deux cornes noires. Les chenilles piègent l'acide salicylique dans leur corps, ce qui les rend amères. Les chenilles, ainsi que les chrysalides, ressemblent à des déjections d'oiseaux.

## Biologie

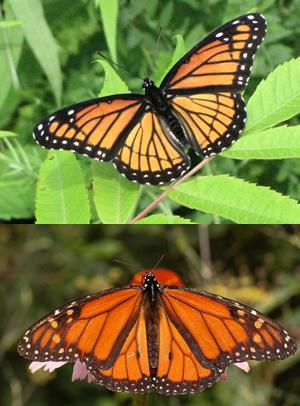
Limenitis archippus (en haut) et Danaus plexippus.

### Mimétisme
Le Vice-roi est un exemple de mimétisme mullérien : il imite par son apparence le Monarque (Danaus plexippus), une espèce toxique, en plus d'être toxique lui-même. Le fait que les deux espèces se ressemblent et soient indigestes renforce le comportement d'évitement par les prédateurs.
Dans le Sud de l'Amérique du Nord, les sous-espèces locales de L. archippus imitent d'autres Danaus : en Floride, Limenitis archippus floridensis imite Danaus gilippus, tandis qu'au Mexique, Limenitis archippus hoffmanni imite Danaus eresimus.

### Phénologie
L'espèce vole en deux ou même trois générations de la fin mai jusqu'en septembre,.

### Plantes hôtes
Les plantes hôtes larvaires sont principalement des saules (Salix) et des peupliers (Populus).

### Hybridation
Limenitis archippus peut localement s'hybrider avec Limenitis arthemis astyanax.

## Distribution et biotopes
L'espèce est présente dans une grande partie de l'Amérique du Nord. On le rencontre depuis les Territoires du Nord-Ouest, sur le versant est de la chaîne des Cascades jusqu'à la Sierra Nevada et au centre du Mexique.
Elle réside dans les zones humides où poussent les saules.

## Systématique
L'espèce Limenitis archippus a été décrite par l'entomologiste hollandais Pieter Cramer en 1775 sous le nom initial de Papilio archippus.
Au sein du genre Limenitis, elle fait partie du groupe Basilarchia, considéré par certains auteurs comme un genre distinct.

### Synonymes[6]
- Papilio archippus Cramer, 1775 — protonyme
- Basilarchia archippus (Cramer, 1775)
- Nymphalis disippe Godart, 1824

### Sous-espèces[7],[6]
- Limenitis archippus archippus (Cramer, 1775) — États-Unis, Canada
- Limenitis archippus floridensis Strecker, 1878 — Floride, Cuba
- Limenitis archippus hoffmanni Chermock, 1947 — Mexique
- Limenitis archippus idaho Austin, 1998 — Nevada
- Limenitis archippus lahontani Herlan, 1971 — Nevada
- Limenitis archippus obsoleta Edwards, 1882 — Arizona, Utah, Nouveau-Mexique
- Limenitis archippus watsoni (dos Passos, 1938) — Louisiane

## Protection
Pas de statut de protection particulier.[réf. nécessaire]